# Martin Kraus (calciatore)
Martin Kraus (Praga, 30 maggio 1992) è un calciatore ceco, difensore del Bohemians 1905 e Nazionale di calcio della Repubblica Ceca Under-19.

## Carriera

### Club
Dal 2011 milita in prima squadra.

### Nazionale
Dal 2011 milita nella Nazionale di calcio della Repubblica Ceca Under-19 con il compagno di squadra Nicolas Šumský.